# Вишняков, Николай Петрович (писатель)
Николай Петрович Вишняков (1871—1937) — русский литератор, автор трудов по военному праву, педагог, литературный критик, писатель

, публицист, юрист, историк, поэт, переводчик Альфреда де Мюссе и редактор; генерал-майор Русской императорской армии. Один из составителей (помощник редактора) Военной энциклопедии.

## Биография
Николай Вишняков родился 3 декабря 1871 года в городе Дмитриеве Курской губернии в семье российского чиновника. Окончил Орловский Бахтина кадетский корпус, Михайловское артиллерийское училище и Александровскую военно-юридическую академию.
Занимал ряд военно-судных и военно-административных должностей и преподавал в высших учебных заведениях в столице Российской империи Санкт-Петербурге. За отличия по службе в 1916 году получил чин генерал-майора.
После Октябрьского переворота Николай Петрович Вишняков преподавал в военных академиях и школах, служил научным работником в архиве, работал по военно-издательской части. Жил в Ленинграде на улице Халтурина, дом 12, квартира 15. Состоял членом Русского библиографического общества, Союза писателей и других организаций.
Николай Петрович Вишняков был помощником редактора при создании «Военной энциклопедии Сытина», а в 1918 году редактировал «Библиографический вестник».
Использовал множество псевдонимов, среди которых наиболее часто встречаются: «Н. Ставрогин», «Л. Теннис», «Wiko», «Ставр» и «Энвиш»; также подписывался как «В.»; «В.Н.П.»; «В-в Н.»; «В-в Н.П.»; «Виш. Н.»; «Генерал Бетрищев»; «Л.Т.»; «Люшин Н.»; «Мусин Н.»; «Н.»; «Н.В.»; «Н.П.В.»; «Н.С.»; «Полковник Скалозуб»; «Ст.»; «Ст., Н.»; «Ст. Ник.»; «Ст-ин Н.»; «Ст-н, Н.»; «Ст-н Ник.»; «С-ъ»; «Ставрогин Ник.»; «Стоглаз»; «Т-в Л.»; «Т-с Л.» и «Филетер Форов».
Вишняков написал около 10 отдельных книг по вопросам военного права, а 28 марта 1894 года дебютировал в периодической печати в киевской газете «Жизнь и Искусство» с переводом из Альфреда де Мюссе. После этого печатался в «Вестнике Европы», «Русском слове», «Стране», «Военном голосе», «Петербургском голосе», «Новой всемирной иллюстрации», «Призыве», «Голосе минувшего», «Книге и Революции», «Вечерней Красной газете», «Витязе», «Разведчике» и в других печатных изданиях.
Во время Большого террора был 2 ноября 1937 года арестован сотрудниками ВЧК, 11 декабря того же года комиссией НКВД и Прокуратуры СССР приговорен по статье 58-6, 58-8, 58-11 УК РСФСР к высшей мере наказания — расстрелу. Приговор был приведён чекистами в исполнение 20 декабря 1937 года в Ленинграде.